# Stimmloser retroflexer Plosiv
Der stimmlose retroflexe Plosiv (ein stimmloser, mit zurückgebogener Zunge gebildeter Verschlusslaut) ähnelt in der Aussprache einem t mit hinter den Zahndamm gelegter Zunge. Er hat in verschiedenen Sprachen folgende lautliche und orthographische Realisierungen:
Der stimmlose retroflexe Plosiv kommt in fast allen südasiatischen Sprachen vor, daneben auch u. a. im Schwedischen und Norwegischen. Beispiele: 
- Hindi: टमाटर (Tomate) [ʈʌmaʈʌr]
- Tamil: எட்டு (acht) [ˈjɘʈːɯ]
- Paschtu: ټول (alle) [ʈol]
- Schwedisch: kort (kurz) [koːʈ] (sprachgeschichtlich als Verbindung aus /r/ und /t/ entstanden)